# Trofeo Vince Lombardi
El trofeo Vince Lombardi es el trofeo entregado cada año al equipo ganador del partido por el campeonato de la NFL: el Super Bowl o Supertazón. 
El trofeo fue llamado originalmente World Championship Game Trophy (Trofeo del Partido por el Campeonato Mundial) en 1967, cuando el torneo se llamaba AFL-NFL World Championship Game (Partido de Campeonato Mundial de la AFL-NFL). Fue renombrado en 1970 en memoria del legendario entrenador de los Green Bay Packers Vince Lombardi después de su repentina muerte por cáncer y para conmemorar sus sendas victorias en las dos primeras ediciones del evento.

## Historia
A partir de la trigésima edición, se le entrega al dueño del equipo ganador en el terreno de juego inmediatamente después de finalizado el encuentro. Anteriormente, le era entregado dentro del vestidor. El trofeo, creado por Tiffany & Co. está valorado en 25 000 dólares y representa un balón de tamaño natural en posición de ser pateado. Está hecho íntegramente de plata y tiene 56 cm de altura y 3,2 kg de peso. Se requieren aproximadamente 4 meses y 72 horas/hombre para crearlo.
Las palabras Vince Lombardi Trophy son grabadas y el escudo de la NFL es adherido en un punto aparte de la base. Después de ser otorgado, se manda de regreso a Tiffany para que se le grabe el nombre del equipo ganador, la fecha y el marcador final del partido. Después se manda de regreso al equipo. 
En los primeros cuatro partidos por el campeonato los escudos de la NFL y la AFL (American Football League) se encontraban ubicados en el centro. A partir de la quinta edición y hasta la cuadragésima segunda, el escudo de la NFL con más de 20 estrellas había estado en la parte frontal. Para el Super Bowl XLIII un nuevo y modernizado escudo de la NFL (con ocho estrellas y un balón rotado para asemejarse al que se encuentra en la parte superior del trofeo) reemplazó el logo antiguo.

## Ganadores
Hasta la temporada 2023-24, los equipos que más trofeos guardan en sus vitrinas son los Pittsburgh Steelers y los New England Patriots, con seis. Le siguen los Dallas Cowboys y los San Francisco 49ers con cinco cada uno. Los Green Bay Packers, New York Giants y los Kansas City Chiefs  poseen cuatro. Los Washington Redskins, Las Vegas Raiders y Denver Broncos ostentan tres cada uno.